# 1977 UO5
1977 UO5 är en asteroid i huvudbältet som upptäcktes 18 oktober 1977 av den amerikanske astronomen K. L. Faul vid Palomar-observatoriet.
Asteroiden har en diameter på ungefär 16 kilometer och den tillhör asteroidgruppen Themis.